# The Final Cut (album)
1983. március 21-én jelent meg a Pink Floyd The Final Cut című albuma, az utolsó, melyen Roger Waters is játszik. A dalok közül néhányat Waters saját koncertjein adott elő.

## Története
Az album az Egyesült Királyságban 1983. március 21-én, az USA-ban pedig április 2-án jelent meg. A brit listákon 1., az amerikain viszont csak a 6. lett. 1983. május 23-án aranylemez, ugyanebben a hónapban platinalemez, 1997. január 31-én pedig dupla platina minősítést kapott.
Eredetileg a Pink Floyd: A fal filmzenéjének szánták, végül azonban egy új, háborúellenes koncept album lett belőle. A borítón ez olvasható: „Rekviem a háború utáni álomért. Írta: Roger Waters. Előadja: Pink Floyd”. A dalokat egyedül Waters írta, és ez a Floyd utolsó albuma, melyen ő is szerepel, valamint az egyetlen, melynek felvételében Richard Wright nem vett részt – Waters 1979-ben kirúgta a zenekarból.
Sokak szerint ez tulajdonképpen Waters szólóalbuma, ami a Pink Floyd neve alatt jelent meg. Hangzásában Waters későbbi albumaira hasonlít és csak egy dal van rajta, amit David Gilmour énekel (Not Now John). Waters felajánlotta, hogy sajátjaként jelenteti meg, de Gilmour ragaszkodott ahhoz, hogy Pink Floyd-album legyen. Gilmour produceri fizetést kapott, de Waters nem akarta, hogy neve felkerüljön az albumra, amibe Gilmour végül belement. A felvételeken Waters vette át az irányítást, fokozva ezzel a közte, valamint Gilmour és Nick Mason közötti feszültséget; végül a Two Suns in the Sunset című dalban Mason helyett egy stúdiózenész dobolt. Waters ezt szánta az utolsó Pink Floyd-albumnak, de Gilmour és Mason (és Wright, aki fizetett zenész volt) 1987-ben megjelentette az A Momentary Lapse of Reason című albumot, amivel turnéra indultak. A The Final Cut az egyetlen Floyd-album, melyet teljes egészében egy tag írt.
Atekintetben sincs párja, hogy a zenekar nem indult vele turnéra. 1983 januárjában nem hivatalosan feloszlottak, Waters és Gilmour saját szólóalbumot vett fel (The Pros and Cons of Hitch Hiking és About Face).
Az albumról kimásolt kislemez a Not Now John volt. Itt a „fuck all that” helyett „stop all that” hangzik el. A B-oldalon a The Hero's Return hosszabb változata kapott helyet, ami egy új versszakot tartalmaz.

## A koncepció
Az album három, egymást fedő történetre épül:
- Az első Waters álláspontját fejezi ki a világ eseményeivel kapcsolatban (1., 5., 7-9., 11., 12. dal). Ennek legnagyobb részében a Falkland-szigeteki háborúval foglalkozik, elítélően szól Margaret Thatcherről, Ronald Reaganről és Menachem Beginről. A The Fletcher Memorial Home címében a Fletcher Waters apjának a neve (akinek az egész albumot ajánlotta), aki a második világháborúban, Anziónál halt meg. Waters egy eszményi világról is elmondja véleményét, az album pedig egy atombomba robbanásával végződik (Waters akkor lehetségesnek tartotta az atombomba bevetését).
- A második egy tanárról szól, aki a második világháborúban harcolt (2-4., 5., 6. dal). Visszaemlékezik a háborúra (Your Possible Pasts, The Gunner's Dream), a feszültséget a diákokon vezeti le (One of the Few, The Hero's Return) és életéről panaszkodik (Paranoid Eyes). Az agresszív tanár már a The Wallban is felbukkan; ott Pink szerint ő is csak „egy újabb tégla a falban”.
- Az utolsó egy szomorú emberről szól (talán Pinkről, miután lerombolta a falat), aki vagy el akar zárkózni a világ elől, vagy öngyilkos akar lenni, de nem sikerül tervét valóra váltania. A The Final Cut című dal eredetileg a The Wallhoz íródott.

## Az album dalai
Minden dalt Roger Waters írt.

### Az eredeti 1983-as kiadás
1. The Post War Dream – 3:02
2. Your Possible Pasts – 4:22
3. One of the Few – 1:23
4. The Hero's Return – 2:56
5. The Gunner's Dream – 5:07
6. Paranoid Eyes – 3:40
7. Get Your Filthy Hands Off My Desert – 1:19
8. The Fletcher Memorial Home – 4:11
9. Southampton Dock – 2:13
10. The Final Cut – 4:46
11. Not Now John – 5:01
12. Two Suns in the Sunset – 5:14

### Az új 2004-es kiadás
1. The Post War Dream – 3:00
2. Your Possible Pasts – 4:26
3. One of the Few – 1:11
4. When the Tigers Broke Free – 3:16
5. The Hero's Return – 2:43
6. The Gunner's Dream – 5:18
7. Paranoid Eyes – 3:41
8. Get Your Filthy Hands Off My Desert – 1:17
9. The Fletcher Memorial Home – 4:12
10. Southampton Dock – 2:10
11. The Final Cut – 4:45
12. Not Now John – 4:56
13. Two Suns in the Sunset – 5:23

## Közreműködők
- Roger Waters – ének, basszusgitár, szintetizátor, szalagos effektek, akusztikus gitár, borító
- David Gilmour – gitár, ének, basszusgitár
- Nick Mason – dob, ütőhangszerek
- Michael Kamen – zongora, harmónium
- Andy Brown – Hammond-orgona
- Ray Cooper – ütőhangszerek
- Andy Newmark – dob (Two Suns in the Sunset)
- Raphael Ravenscroft – szaxofon
- A (Brit) Nemzeti Filharmonikusok Michael Kamen vezényletével

### Produkció
- Doug Sax – keverés, az 1994-es és 1997-es kiadás újrakeverése
- James Guthrie – hangmérnök, produkciós vezető, a 2004-es kiadás újrakeverése
- Andrew Jackson – hangmérnök
- Willie Christie – fényképek

## Külső hivatkozások
- Final Cut – magyarul – az album dalszövegeinek magyar fordítása (részletek – Zappa PONT honlap)